# 고메키촌
고메키촌(神馬木村)은 오이타현 기타아마베군에 있던 촌이다. 현재의 오이타시 사가노이치에 해당한다.